# Marktplatz (Heidelberg)

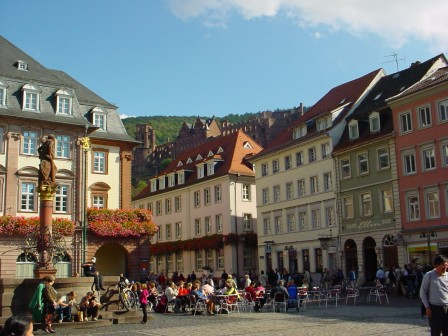
Der Marktplatz von der Heiliggeistkirche aus gesehen. Im Hintergrund links das Rathaus, zentral darüber das Heidelberger Schloss.

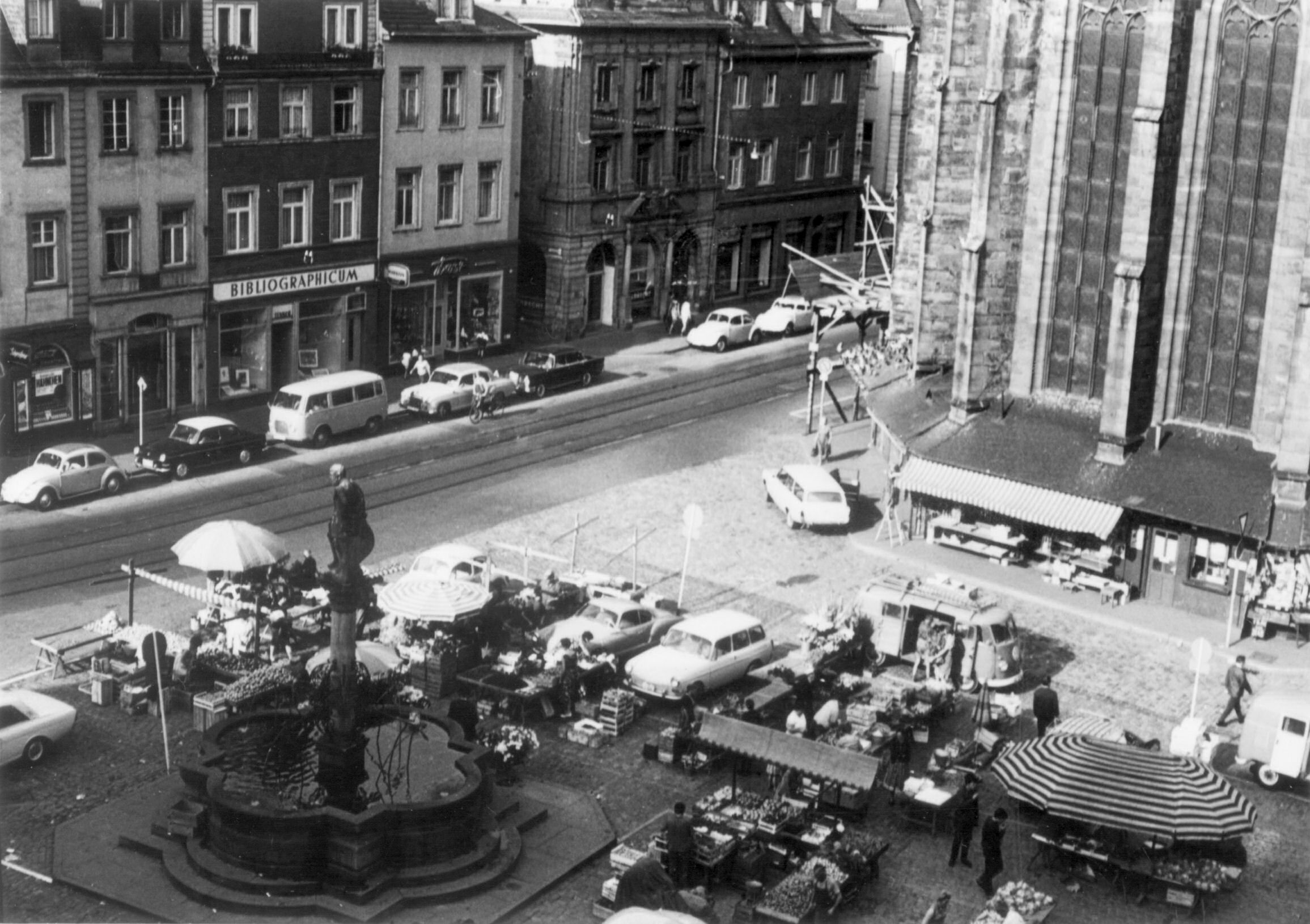
Der noch vom Auto- und Straßenbahnverkehr genutzte Marktplatz 1965

Der Marktplatz ist ein zentraler Platz in der Altstadt von Heidelberg.

## Topographie und Geschichte
Der Marktplatz ist einer der ältesten Plätze der Stadt und erfüllt seine namensgebende Funktion, seit es den Platz als solchen gibt. Im Norden und Süden wird er von Häuserzeilen begrenzt, im Osten des Marktplatzes steht das Rathaus, im Westen wird der Platz von der Heiliggeistkirche dominiert.
In der Mitte des Platzes steht der Herkulesbrunnen, der zwischen 1706 und 1709 errichtet wurde und an die enormen Anstrengungen des Wiederaufbaus der Stadt nach den Verwüstungen des Pfälzischen Erbfolgekriegs erinnern soll.
Neben seiner Funktion als Ort für den Wochenmarkt diente der Platz in früheren Jahrhunderten auch als Platz für öffentliche Prozesse, wie zum Beispiel gegen Johannes Sylvanus, die Räuberbande des Hölzerlips oder Mannefriedrich im Jahre 1812.
Nachdem der Marktplatz zwischenzeitlich auch als Parkplatz neben der damals noch für den Kraftfahrzeugverkehr freigegebenen Hauptstraße diente, ist er seit dem Ende der 1970er Jahre nunmehr nur noch für Fußgänger zugänglich. Im Winter dient der Marktplatz auch regelmäßig als ein Veranstaltungsort des Heidelberger Weihnachtsmarktes der am queeren „Pink Monday“ nach dem 1. Advent pink-rosa beleuchtet ist (der andere Platz ist der Universitätsplatz).